# Леметр, Франсуа Эли Жюль
Франсуа Эли Жюль Леметр (фр. François Élie Jules Lemaître; 1853—1914) — французский литературный критик, глава «импрессионистской школы», новеллист и драматург. Член Французской академии.

## Биография
Франсуа Эли Жюль Леметр учился в Высшей нормальной школе, был преподавателем в Гавре, Алжире, Безансоне и Гренобле. В 1883 году защитил докторскую диссертацию: «La Comédie après Molière et le théâtre de Dancourt».
Солидная классическая подготовка оставила отпечаток на всем позднейшем творчестве Леметра. Сквозь отрицание всяких литературных принципов и авторитетов у него всегда чувствуется глубокая культурность вкуса, воспитанного на классических образцах и не терпящего ничего нездорового и искусственного. Два сборника стихотворений Леметра (1880 и 1883) не обратили на себя большого внимания; непосредственного поэтического таланта у него нет.
В то же время он начал в «Revue Bleue» целую серию критических этюдов о современниках, сначала остававшихся незамеченными, но сразу сделавших автора знаменитым после появления статьи о Ренане (1885). Статья написана была так оригинально, автор с таким блеском анализировал, фотографировал, анатомировал философа, в одно и то же время так капризно восхвалял и унижал его, что заинтересовал всех и возбудил в некоторых негодование своей непочтительностью.
Большой успех имел также очерк о Викторе Гюго. Оставив педагогическую деятельность, Леметр всецело отдался литературе. Он сменил Ж. Ж. Вейса в «Journal des débats» и вёл «драматические понедельники» этой газеты. В «Temps» он помещал одно время остроумные «Billets de matin» и «Figurines» — портреты в 50 строк; особенно удачны были портреты Галеви и Брюнетьера.
Литературные очерки Леметра собраны в отдельных сериях: «Contemporains» (1886—1889) и «Impressions du théâtre» (1889—90). Философский принцип, из которого исходит критик, — скептицизм в роде ренановского, то есть с оттенком умиления, и способность воспринять отзывчивой душой все, даже религиозные чувства других.
Леметр — враг систем и установленных идей; критика сводится им к воспроизведению впечатлений от искусства и от жизни. Он ничего не утверждает, а передает только своё мнение и с скептической улыбкой выражает готовность принять противоположное. Тирания принципов заменяется в импрессионистской критике Леметра неограниченным господством вкуса: он признает только то, что его трогает, что нравится ему, а при тонкости и артистичности его вкуса догматическая критика превращается таким образом в чисто художественную.
Леметр выступал также в роли драматурга и новеллиста. Для сцены им написаны: «Révoltée», комедия (1889), «Député Leveau», «Mariage Blanc», «Flipote», «Короли» («Les Rois»), «Pardon», «Age Difficile». На сцене эти пьесы большого успеха не имели; они написаны для ценителей психологических тонкостей и философских определений, но лишены чисто сценических качеств.
Беллетристические опыты Леметра состоят из сказок в вольтеровском духе и из психологических этюдов с ноткой христианского умиления и языческого скептицизма. Они соединены в сборниках: «Sérénus, hist. d’un martyr» и «Myrrha, Vierge et martyre». Кроме того Леметр написал роман «Les Rois» — философское объяснение судьбы наследного принца австрийского Рудольфа.
Анатоль Франс посвятил Леметру новеллу «Резеда господина кюре», опубликованную в составе сборника «Валтасар» (1889).